# Hemaris thysbe
Hemaris thysbe — вид лускокрилих комах родини бражникових (Sphingidae).

## Поширення
Вид поширений в Північній Америці. Його ареал простягається від Аляски і Північно-західних територій до Британської Колумбії та Орегону, на схід до району Великих рівнин і Великих озер і до штату Мен і Ньюфаундленду; на південь до Флориди та Техасу. Найпоширеніший на сході США.

## Опис
Тіло завдовжки 40-55 мм. Забарвлення мінливе, але загалом спина оливково-зелена на грудях і коричнева на черевці. Черево біле, жовте і коричневе. Крила прозорі з червонувато-коричневою облямівкою. Ноги світлого забарвлення.

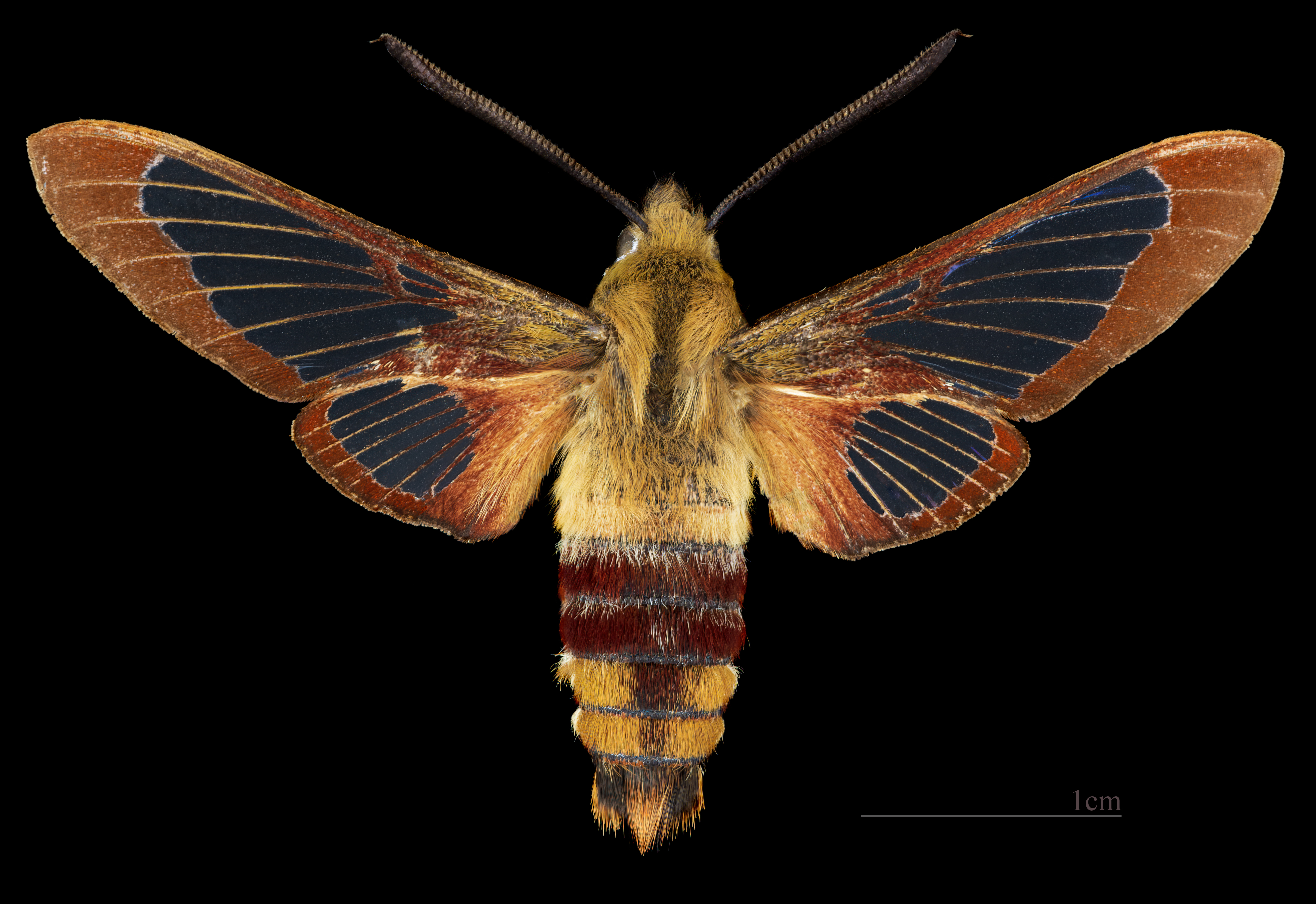
Hemaris thysbe ♂
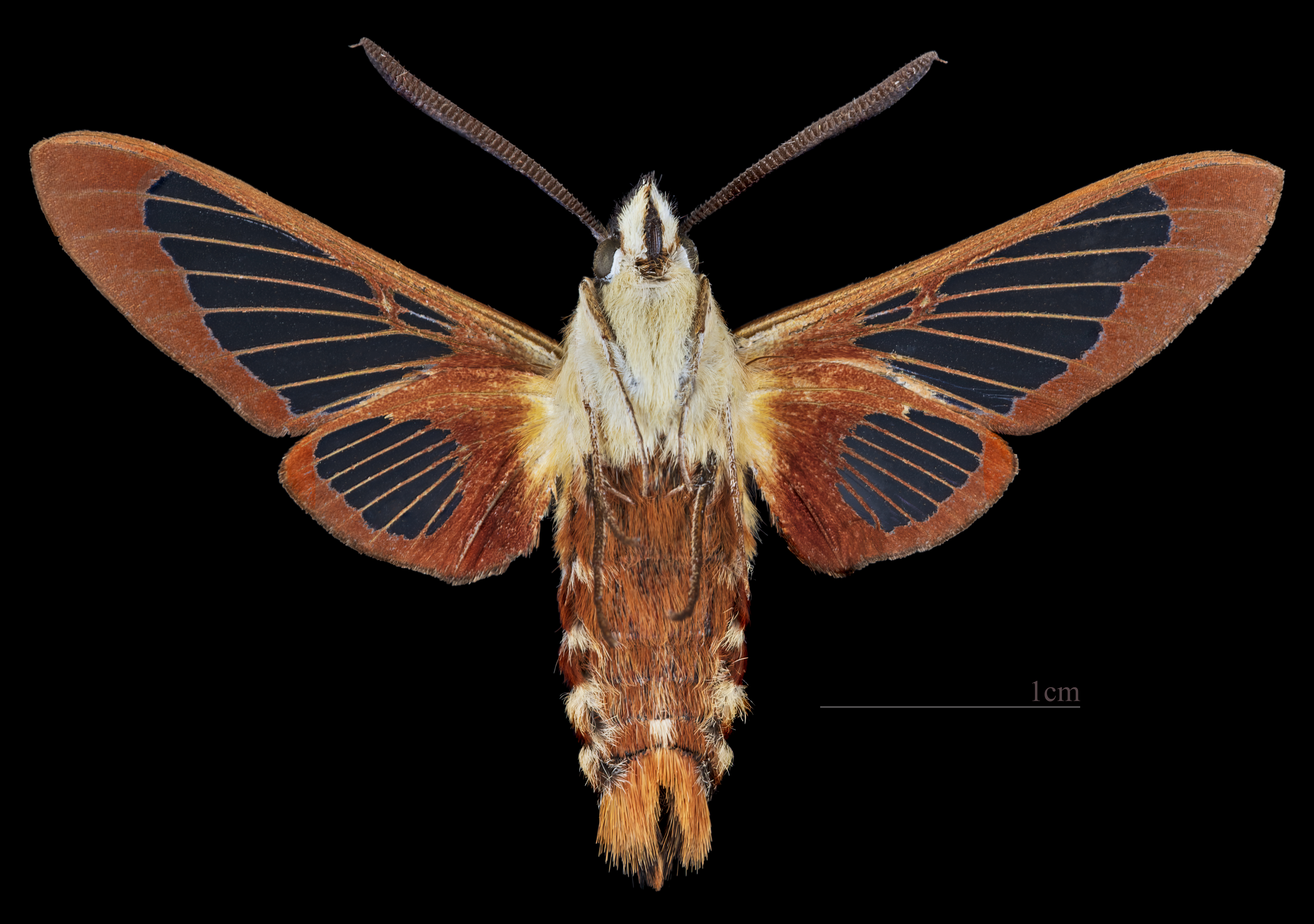
Hemaris thysbe ♂  △
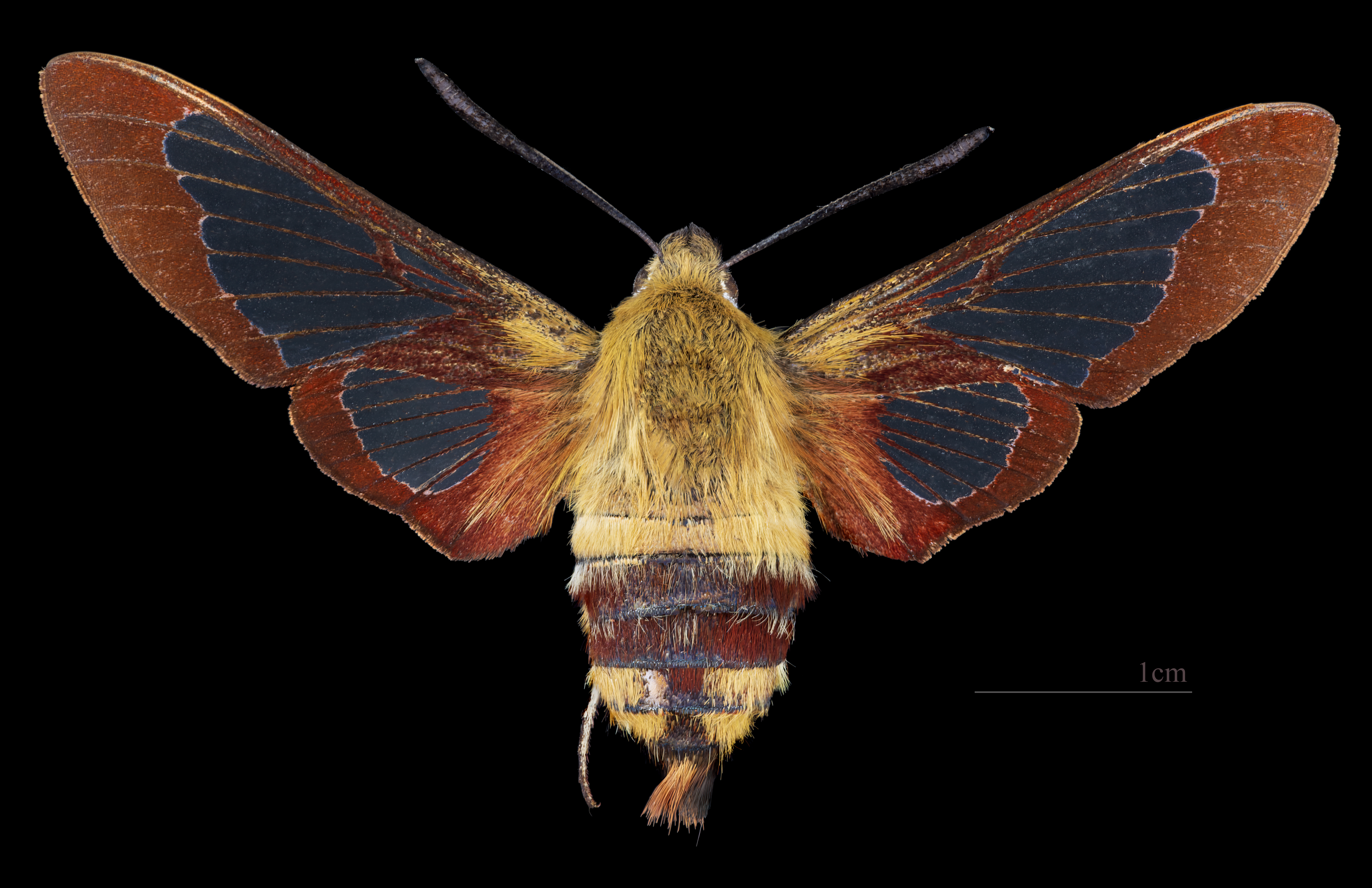
Hemaris thysbe ♀
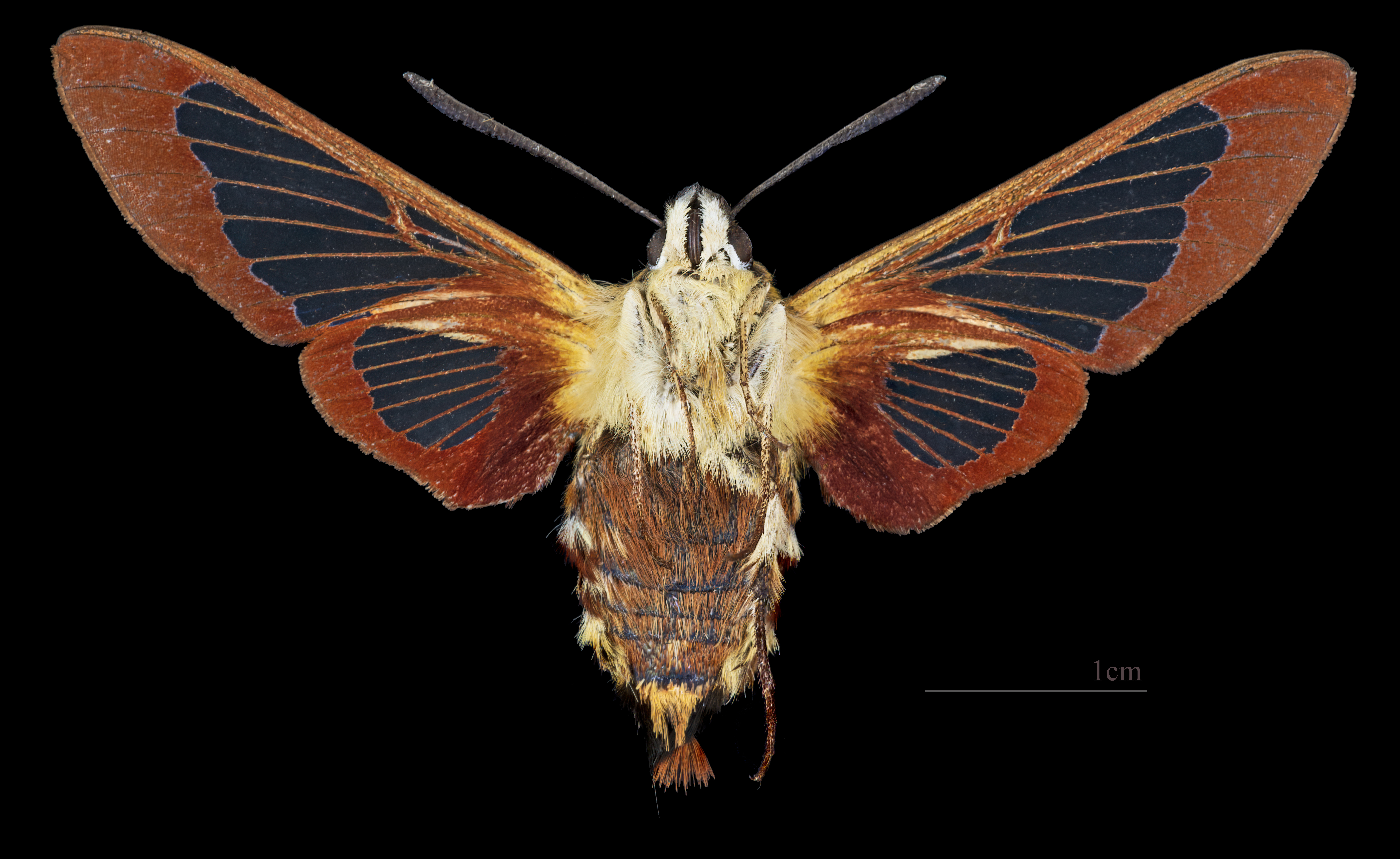
Hemaris thysbe ♀ △
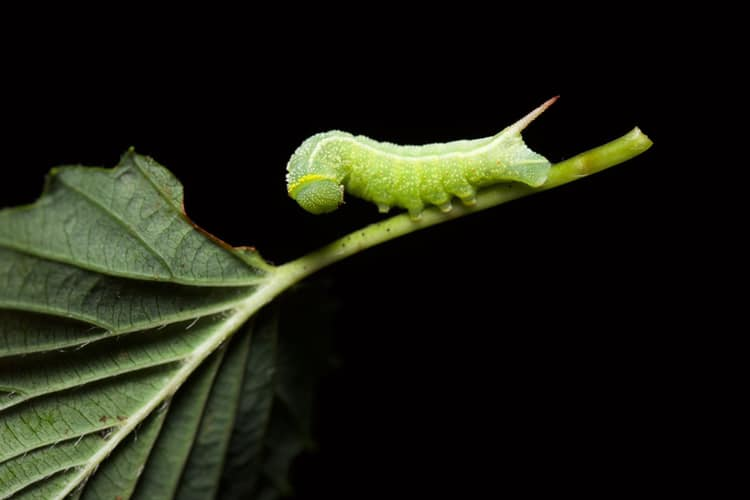
Гусениця

## Спосіб життя
Гусениці їдять калину, глід, жимолость, кілька видів плодових дерев.